# Gare d'Ourscamps
La gare d'Ourscamps, également appelée la gare d'Ourscamp,, est une gare ferroviaire française de la ligne de Creil à Jeumont, située sur le territoire de la commune de Pimprez, à proximité de Chiry-Ourscamp, dans le département de l'Oise, en région Hauts-de-France.
C'est une halte de la Société nationale des chemins de fer français (SNCF), desservie par des trains du réseau régional TER Hauts-de-France.

## Situation ferroviaire
Établie à 40 mètres d'altitude, la gare d'Ourscamps est située au point kilométrique (PK) 100,764 de la ligne de Creil à Jeumont, entre les gares ouvertes de Ribécourt et de Noyon.

## Histoire
Le premier bâtiment voyageurs, démoli durant la première moitié du XXe siècle, semble être une simple maison de garde-barrière fortement agrandie (sa longueur aurait été quadruplée par l’ajout de trois travées). Il a peut-être été détruit lors de la Première Guerre mondiale, à moins qu'il n'ait été remplacé par un bâtiment plus adapté après le conflit.

## Service des voyageurs

### Desserte
La halte est desservie par des trains TER Hauts-de-France (relation de Creil à Saint-Quentin).

## Patrimoine ferroviaire
Le bâtiment voyageurs actuel, fermé aux voyageurs, est apparenté aux haltes type reconstruction construites par les Chemins de fer du Nord après la Première Guerre mondiale. Il comporte une aile sans étage de cinq travées (dont une triple) et un petit corps de logis en forme de « T », doté d'un pignon à gradins. Une loge à arc en plein cintre occupe le coin de droite, côté rue. Le corps de logis de ce bâtiment est habité, tandis que l'aile est murée.